# Додон (село)
Додон (кирг. Додон) — село в Ноокатском районе Ошской области Кыргызстана. Входит в состав айылного аймака Теелес.

## География
Село расположено в западной части области, на расстоянии приблизительно 27 километров (по прямой) к западо-северо-западу от города Ноокат, административного центра района. Абсолютная высота — 1114 метров над уровнем моря.

## Население
Согласно оценочным данным Национального статистического комитета Кыргызской Республики, численность населения села на начало 2023 года составляла 1693 человека.
| год     | 2009 | 2014 | 2015 | 2020 | 2021 | 2023 |
| ------- | ---- | ---- | ---- | ---- | ---- | ---- |
| человек | 1389 | 1506 | 1541 | 1533 | 1559 | 1693 |